# Сексуальная ориентация и гендерная идентичность на военной службе
Лесбиянки, геи, бисексуалы, трансгендерные люди и квир-персоны могут служить в вооруженных силах некоторых стран мира: в подавляющем большинстве промышленно развитых, западных стран (включая некоторые латиноамериканские страны, такие как Бразилия и Чили) в дополнение к Южной Африке и Израилю.
Это идет в ногу с последними мировыми цифрами о признании гомосексуальности, которые говорят о том, что признание ЛГБТ-сообществ становится все более распространенным только в светских, богатых странах.
Однако проводимая политика в отношении солдат-геев и лесбиянок не всегда гарантирует, что ЛГБТ-граждане защищены от дискриминации в этом конкретном обществе. Даже в странах, где ЛГБТ могут свободно служить в армии, активисты жалуются, что еще есть возможности для улучшения положения. Например, Израиль, страна, которая в других отношениях с трудом реализует ЛГБТ-позитивную социальную политику, тем не менее, имеет вооруженные силы, хорошо известные своим широким одобрением открытых геев среди солдат.
История видела общества, которые как принимают, так и избегают открытых геев-служащих в армии. Но совсем недавно громкие слушания 2010 года на тему «Не спрашивай, не говори» в США вывели вопрос в центр международного внимания. Они также проливают свет как на дискриминацию, насилие и трудности, с которыми сталкиваются открытые ЛГБТ-солдаты, так и на аргументы за и против запрета на их службу.

## Военный индекс ЛГБТ
Военный индекс ЛГБТ - это индекс, созданный Гаагским центром стратегических исследований, который использует 19 ориентировочных стратегий и передовых методов для ранжирования более 100 стран по вопросам включения в состав вооруженных сил лесбиянок, геев, бисексуалов и трансгендерных людей. Страны с более высоким рейтингом, особенно страны, занимающие первое место, выделяются своими многочисленными согласованными усилиями по содействию интеграции солдат-геев и лесбиянок. Во многих из них имеются специальные организации поддержки и пропаганды. В отличие от этого страны, находящиеся в нижней части индекса, демонстрируют отсутствие стремления содействовать более широкому вовлечению в него ЛГБТ-военнослужащих.
Самая ЛГБТ ориентированная армия мира по этому индексу - Вооруженные силы Новой Зеландии, общая численность которых составляет 13 500 человек. В Новой Зеландии официально действуют военные ЛГБТ-организации, ежегодно в столице проводится гей-парад для военнослужащих, число участников и участниц в погонах колеблется от 70 до 100 человек.
На постсоветском пространстве самыми гей-френдли армиями признаны армия Эстонии и армия Грузии. Самой нетолератной из попавших в рейтинг стран ближнего зарубежья стал Казахстан, так как авторы индекса определили масштабные притеснения прав представителей ЛГБТ-сообщества в вооруженных силах этой страны.

## История сексуальной ориентации в армии
В Древней Греции Священный отряд из Фив был воинским подразделением в 378 году до н. э., состоящим из мужчин-любовников, которые были известны своей эффективностью в бою. Однополая любовь также имела место среди самураев в Японии, практикуясь между учителем и младшим учеником.
Однако гомосексуальное поведение считалось уголовным преступлением согласно гражданскому и военному праву в большинстве стран на протяжении всей истории. Существуют различные сообщения о судебных процессах и казнях членов ордена тамплиеров в XIV веке и моряков во время наполеоновских войн за гомосексуализм. Официальные запреты на геев, служащих в армии, впервые появились в начале XX века. США ввели запрет в редакции Статей о войне 1916 года, а Великобритания впервые запретила гомосексуализм в армии и ВВС в 1955 году. Однако некоторые страны, наиболее известной из которых является Швеция, никогда не вводили запреты на гомосексуализм в армии, а выпускали рекомендации об освобождении гомосексуалистов от военной службы.
Чтобы регулировать гомосексуальность в армии США, использовались физические экзамены и интервью для выявления мужчин с эффеминативными характеристиками во время вербовки. Многие солдаты, обвиняемые в гомосексуальном поведении, были уволены за то, что они были «сексуальными психопатами», хотя в военное время их число значительно сократилось.
Причины исключения геев и лесбиянок из службы в армии часто коренятся в культурных нормах и ценностях и меняются с течением времени. Первоначально считалось, что геи физически не способны эффективно служить. Широко распространенный аргумент в XX веке был сосредоточен больше на военной эффективности. И, наконец, более поздние обоснования включают в себя возможность конфликта между гетеросексуальными и гомосексуальными солдатами и возможное «гетеросексуальное негодование и враждебность».
После этого многие страны пересмотрели эту политику и разрешили геям и лесбиянкам открыто служить в армии (например, Израиль в 1993 году и Великобритания в 2000 году). В настоящее время насчитывается более 30 стран, включая почти всех членов НАТО, которые позволяют геям и лесбиянкам служить в армии, и еще около 10 стран, которые открыто не запрещают им служить.
США являются одной из последних более развитых стран, отменивших свой запрет на открытую службу в армии геев, лесбиянок и бисексуалов, когда они отменили политику «Не спрашивай и не говори» в 2010 году.

## Военная служба трансгендерных людей
Как и сексуальная ориентация, политика, регулирующая службу трансгендерных военнослужащих, сильно варьируется в зависимости от страны. На основе данных, собранных Гаагским центром стратегических исследований, 19 стран в настоящее время разрешают трансгендерным людям служить в своих вооруженных силах. Это: Австралия, Австрия, Бельгия, Боливия, Бразилия, Канада, Чехия, Дания, Эстония, Финляндия, Франция, Германия, Израиль, Нидерланды, Новая Зеландия, Норвегия, Испания, Швеция и Великобритания.
В то время как политика США «Не спрашивай, не говори» была отменена в 2010 году, разрешая, таким образом, открытую службу геям, лесбиянкам, бисексуалам, то трансгендерным людям все еще запрещена служба в американской армии. Этот запрет эффективен с помощью правил медицинского обследования зачисления: «Текущее состояние или анамнез психосексуальных состояний, включая, но не ограничиваясь этим, транссексуализм, эксгибиционизм, трансвестизм, вуайеризм и другие парафилии». В отличие от Не спрашивай, не говори, эта политика является не законом, санкционированным Конгрессом, а внутренней военной политикой. Несмотря на это, исследования показывают, что склонность транс-персон к службе в армии США в два раза больше, чем у цисгендерных персон. В ходе проведенного Гарвардской школой имени Дж. Кеннеди в 2013 году Национального обследования трансгендерной дискриминации: 20 % трансгендерных респондентов сообщили о том, что они служили в вооруженных силах, по сравнению с 10 % респондентов-цисгендеров.
Американские ветераны-транссексуалы сталкиваются с особенными трудностями, включая трудности в оказании медицинской помощи во время службы в вооруженных силах и после увольнения, обусловленные их гендерной идентичностью или самовыражением. Ветераны-транссексуалы могут также сталкиваться с дополнительными проблемами, такими, как более высокий уровень бездомности и лишения места жительства, более высокий уровень сокращений с работы, часто непосредственно обусловленный их транссексуальной идентичностью, и высокий уровень отказа в приеме на работу по причине их гендерной идентичности.

## Военная служба интерсексуалов
Вооруженные силы Израиля, США и Австралии позволяют интерсексуалам проходить военную службу в зависимости от характера их условий, но условия допуска к армии расплывчаты и редко упоминаются в СМИ или официальных документах.

## Дискриминация в вооруженных силах без явных ограничений и гостеприимства
В армии США шесть штатов (Техас, Джорджия, Луизиана, Миссисипи, Оклахома и Западная Виргиния) первоначально отказались выполнять приказ министра обороны Чака Хэйгела о том, чтобы гомосексуальным супругам членов Национальной гвардии предоставлялись те же федеральные брачные льготы, что и гетеросексуальным супругам, заставляя пары путешествовать несколько часов до ближайшего федерального учреждения. Кроме того, некоторые льготы, предлагаемые на базах, такие как услуги поддержки для родственников командированных сотрудников обслуживания, все еще могут быть недоступны. Это изменилось с решением генерального прокурора США Лоретты Линч в Верховном суде 26 июня 2015 года, который постановил, что федеральные брачные льготы будут доступны для гей-пар во всех 50 штатах США.
В 2013 году было заявлено, что правовые изменения вернутся к практике, существовавшей до «Не спрашивай, не говори»: Закон о государственной обороне содержит формулировки, которые, по утверждениям некоторых, разрешали лицам продолжать дискриминацию в отношении ЛГБ-солдат.
С 30 июня 2016 года по 11 апреля 2019 года трансгендерному персоналу в армии Соединенных Штатов было разрешено по завершении перехода служить в своём предпочитаемом роде в армии. С 1 января 2018 года по 11 апреля 2019 года транссексуалы могли поступить на военную службу в США при условии быть стабильными в течение 18 месяцев по своему предпочтительному или биологическому полу. 26 июля 2017 года президент Дональд Трамп объявил на своей странице в Twitter, что трансгендерным лицам больше не разрешат «служить в качестве военных США», фактически восстановив запрет.
Кроме того, во всей армии США транссексуалы по-прежнему страдают от дискриминации: Напротив, в Австралии, Канаде, Германии, Израиле, Италии, Нидерландах и Соединенном Королевстве с 2010 года, когда гражданские партнерские отношения стали законными в соответствующих странах, военные семейные льготы следовали новым законам без дискриминации.
Страх перед дискриминацией может помешать военным быть открытыми в отношении своей сексуальной ориентации. В докладе за 2004 год говорится, что в некоторых случаях в Бельгии гомосексуальные сотрудники переводятся из своих подразделений, если они «слишком открыты своей сексуальностью». По состоянию на 2004 год бельгийские военные оставили за собой право отказывать геям и лесбиянкам в выдаче разрешений на работу на высоком уровне безопасности, опасаясь, что они могут быть подвержены шантажу. В 1993 году исследование показало, что в Канаде, Франции, Германии, Израиле, Нидерландах и Норвегии число открытых гомосексуальных служащих было небольшим, представляя лишь меньшинство гомосексуалистов, которые обычно служат. Быть открытым в армии может сделать их службу менее приятной или препятствовать их карьере, даже если не было явных ограничений для службы. Таким образом, военные, афишировавшие свою гомосексуальность, были «должным образом» осмотрительны в своем поведении, находясь в военных ситуациях; Сегодня в датской армии военнослужащие ЛГБТ воздерживаются от полной открытости в отношении своей гомосексуальности. До тех пор, пока обучение не будет завершено и не будет обеспечена прочная занятость, они боятся потерять уважение, полномочия и привилегии или, в худших случаях, их работу в датской армии. В 2010 году, это же обновленное исследование показало, что в Австралии, Канаде, Германии, Израиле, Италии и Соединенном Королевстве - в этих армиях нет специального режима для предотвращения дискриминации, вопрос конкретно не рассматривается, он оставлен на усмотрение руководства. Командиры заявили, что сексуальное домогательство к женщинам со стороны мужчин представляет гораздо большую угрозу для работы подразделения, чем что-либо, связанное с сексуальной ориентацией.
С другой стороны, голландские военные непосредственно занялись решением проблемы непрекращающейся дискриминации, создав Фонд гомосексуализма и вооруженных сил, профсоюз, который продолжает представлять геев и лесбиянок в министерстве обороны, в целях формирования более толерантной военной культуры. Хотя гомосексуалисты в голландской армии редко испытывают какие-либо явно агрессивные действия против них, признаки гомофобии и культурной нечувствительности все еще присутствуют.

## Насилие, с которым сталкиваются ЛГБТ в армии
Физическое, сексуальное, психологическое (домогательство, издевательство) насилие, с которым сталкиваются ЛГБТ, является фактом жизни многих лиц, идентифицировавших себя как ЛГБТ. ЛГБТ могут столкнуться с насилием, характерным только для их ориентации, в ходе военной службы.
Согласно статье 2012 года, Силы обороны Израиля не спрашивают о сексуальной ориентации своих солдат, однако половина солдат-гомосексуалистов, которые служат в Армии обороны Израиля, страдают от насилия и гомофобии. Солдаты ЛГБТ часто становятся жертвами словесного и физического насилия, и в большинстве своем командиры игнорируют это явление.
САПРО, организация, отвечающая за надзор за политикой Министерства обороны США по борьбе с сексуальными посягательствами, выпускает «Обследование положения на рабочем месте и отношений между мужчинами и женщинами в рамках действующей службы (РГРА)»: в докладе за 2012 год нет какого-либо пункта, посвященного изучению конкретного положения ЛГБТ. Основное внимание в исследовании уделяется мужчинам и женщинам. Специфика насилия, с которым сталкиваются ЛГБТ, не рассматривается.
В австралийской армии проблема неизвестна официально; было зарегистрировано лишь несколько случаев домогательств и дискриминации в отношении геев и лесбиянок. Исследователь упомянул, что «не хотелось бы быть геем и в армии»: Хотя не было крупного публичного скандала в отношении домогательств к геям, это не значит, что такого поведения не происходит, но оно было недостаточно изучено. Однако, как правило, случаи дискриминации или притеснения, доводимые до сведения командиров, рассматриваются надлежащим образом, причем случаи, когда сверстники, выступившие с неуместными замечаниями, подвергаются дисциплинарным взысканиям со стороны начальников оперативно и без промедления.

## Особенности службы ЛГБТ в армии
В Соединенных Штатах, несмотря на политические изменения, допускающие открытую военную службу лесбиянок, геев и бисексуалов, и предоставление некоторых льгот однополым военным парам, культуры гомофобии и дискриминации сохраняются.
Несколько ученых написали о последствиях для служащих в невоенных контекстах сокрытия их сексуальной ориентации на рабочем месте. Авторы по военной психологии связали эту работу с опытом ЛГБТ-военнослужащих, утверждая, что эти исследования дают представление о жизни открытых ЛГБТ-солдат и тех, кто скрывает их ориентацию. Сокрытие сексуальной ориентации и связанные с ней домогательства являются стрессом для ЛГБТ-людей, которые приводят к негативному опыту и пагубным последствиям, связанным с работой. В частности, обнаруживается, что лица из числа ЛГБТ, не являющиеся открытыми, испытывают социальную изоляцию. В частности, эти продукты стресса, связанного с работой, могут влиять на выполнение военной работы из-за высокой зависимости от связи и поддержки благополучия всех членов службы.
В США ЛГБТ-солдаты не обязаны раскрывать свою сексуальную ориентацию, что позволяет предположить, что некоторые сотрудники ЛГБТ-службы могут продолжать скрывать свою сексуальную ориентацию. Исследования показывают, что это может иметь вредные последствия для человека. Исследование 2013 года, проведенное в Университете Монтаны, показало, что неоткрытые ветераны ЛГБТ США сталкиваются со значительно более высокими показателями депрессии, посттравматического стрессового расстройства и злоупотребления алкоголем или другими психоактивными веществами, чем их гетеросексуальные коллеги. Эти ветераны также сообщили о том, что сталкиваются с серьезными проблемами при сокрытии своей сексуальной ориентации; 69,3 % субъектов в исследовании сообщили, что испытывают страх или беспокойство в результате сокрытия своей сексуальной идентичности, а 60,5 % сообщили, что этот опыт привел к более трудному времени для респондента, чем у гетеросексуальных коллег. Это исследование также делает вывод, что 14,7 % американских ветеранов ЛГБТ предприняли серьезные попытки самоубийства. Этот уровень попыток самоубийства сравнивается с другим исследованием всего американского ветеранского сообщества, которое обнаружило, что 0,0003 % американских ветеранов пытаются совершить самоубийство.
Данные свидетельствуют о том, что для сотрудников ЛГБТ в армии США условия службы и повседневной жизни резко улучшились после отмены директивы Не спрашивай, не говори. Солдаты, которые решили заявись о своей ориентации, испытывают чувство освобождения и сообщают, что то, что больше не нужно скрывать свою ориентацию, позволяет им сосредоточиться на своей работе. Группы поддержки ЛГБТ-солдат также начали набирать популярность в США.

## Аргументы за включение открытых ЛГБТ на военную службу
До недавнего времени многие страны запрещали геям и лесбиянкам открыто служить в вооруженных силах. Причины обеспечения соблюдения этого запрета включали потенциальное негативное воздействие на сплоченность подразделений и проблемы конфиденциальности. Однако многие исследования, проведенные для изучения последствий для военных, показали, что существует мало доказательств в поддержку дискриминационной политики. Более того, когда запреты были отменены в нескольких странах, включая Великобританию, Канаду и Австралию, в результате не возникло никаких крупномасштабных проблем.
Несколько исследований показывают, что разрешение геям и лесбиянкам открыто служить в вооруженных силах может привести к более позитивным результатам, связанным с работой. Во-первых, увольнение подготовленных военнослужащих за их сексуальную ориентацию обходится дорого и приводит к потере талантов. Общая стоимость таких увольнений в США за нарушение политики Не спрашивай, не говори составила более 290 миллионов долларов. Во-вторых, частная жизнь сотрудников служб выросла в странах с инклюзивной политикой и привела к снижению притеснений. Хотя многие геи и лесбиянки не раскрывают свою сексуальную ориентацию после отмены запрета. Наконец, разрешение геям открыто служить прекращает десятилетия дискриминации в армии и может привести к более высококвалифицированному контингенту новобранцев. Например, британские военные сократили свой незаполненный разрыв в позициях более чем наполовину после того, как позволили геям открыто служить.

## Аргументы за запрет военной службы открытых ЛГБТ
Аргументы против допуска открытых геев и лесбиянок в армию изобилуют. Хотя большинство исследовательских данных имеют все, кроме развенчанных традиционных аргументов в пользу политики, как «Не спрашивай, не говори», гомосексуальность по-прежнему воспринимается многими странами как несовместимая с военной службой.
Повторяющийся аргумент в пользу запрета гомосексуалов в армии основывается на предположении, что перед лицом потенциально гомосексуальных членов их подразделения будущие новобранцы будут уклоняться от военной службы. Основываясь на неубедительном исследовании, подготовленном корпорацией RAND в преддверии отмены Не спрашивай, не говори, ожидалось, что американские военные новобранцы сократятся на целых 7 %. Однако, похоже, это не материализовалось.
В сфере работы, которая регулярно требует, чтобы персонал находился в непосредственной близости от жилых помещений, открытые гомосексуальные отношения с военнослужащими являлись бы нарушением основополагающего принципа военной службы: обеспечение того, чтобы солдаты не отвлекались от своей миссии. Если мужчинам-геям будет разрешено принимать душ вместе со своими товарищами-солдатами, как утверждается, это, по сути, нарушит "уникальные условия" военной жизни, поскольку сексуально совместимые партнеры будут находиться в непосредственной близости, что потенциально отрицательно скажется на удержании и моральном состоянии войск. Свидетельские показания, представленные сенатором США Сэмом Нанном и генералом Норманом Шварцкопфом-младшим во время слушаний по делу «Не спрашивай, не говори» 1993 года, напомнили «случаи, когда гетеросексуалов подстрекали к совершению гомосексуальных действий и, что еще более травматично, эмоционально, физически принуждали к совершению таких действий".